# سعيد الصدر
سعيد حامد الصدر (13 يناير 1909 – 16 يونيو 1986)، فنان تشكيلي وُلِد في القاهرة لعائلة من مدينة طولكرم الفلسطينية، يعد أحد أبرز  فناني الخزف في القرن العشرين، ويلقب بـ «شيخ الخزافين» وبـ «ساحر الأواني»، وهو حاصل على جائزة الدولة التقديرية المصرية في الفنون عام 1979.

## نشأته وتحصليه العلمي
وُلِد سعيد حامد الصدر في حي الجمالية بالقاهرة بتاريخ 13 يناير 1909 لعائلة فلسطينية؛ فوالده وجده لأبيه من مدينة طولكرم الفلسطينية، حيث كان والده حامد الصدر قد انتقل من طولكرم إلى القاهرة للدراسة والعمل فيها.
التحق سعيد الصدر عام 1918 بمدرسة السلحدار الابتدائية، ثم التحق عام 1922 بمدرسة فاروق الثانوية حيث أنهى فيها تعليمه الثانوي، بعد ذلك التحق عام 1924 بمعهد الفنون والزخارف المصري حيث حصل منه عام 1928 على شهادة الدبلوم في «الزخرفة وحفر الخشب»، ثم التحق في يناير 1929 بمعهد كامبرويل للفنون [الإنجليزية] في لندن حيث تتلمذ هناك على يد الفنان العالمي برنارد ليتش [الإنجليزية] وتخرج من المعهد عام 1931 حاصلًا على شهادة دبلوم «أساتذة الرسم».

## حياته العملية
أسس سعيد الصدر عام 1940 متحف الفن التطبيقي بكلية الفنون التطبيقية بالقاهرة، كما أسس قسم الخزف في ذات الكلية، وفي عام 1960 كلفته وزارة الثقافة المصرية بتأسيس مركز الخزف التابع للوزارة في مدينة الفسطاط، كما تولى منصب عميد كلية الفنون التطبيقية بالقاهرة خلال الفترة منذ عام 1967 وحتى عام 1969.
مثل سعيد الصدر مصر في العديد من المؤتمرات والمعارض والمنظمات الدولية، كما مثل مصر في الأكاديمية الدولية لفن الخزف [الإنجليزية] في جنيف بسويسرا.

## معارضه
أقام سعيد الصدر عشرات المعارض، كما شارك في عشرات المعارض المحلية والدولية.

## مقتنياته
تتواجد أعماله الفنية حتى اليوم في عدد كبير من المتاحف المحلية والدولية، وهي كالآتي:
- مصر: متحف الفن المصري الحديث، ومتحف الخزف الإسلامي، ومتحف محمد محمود خليل، والمتحف الزراعي المصري.[12]
- إيطاليا.[12]
- تشيكوسلوفاكيا.[12]
- روسيا.[12]
- أستراليا.[12]

وغيرها.

## مؤلفاته
له مؤلفاته علمية في مجال الفنون والخزف، وهي:
- كتاب "الخزف"، عام 1948.[9]
- كتاب "المعارف العمومية"، عام 1948.[9]
- كتاب "الخزف والأشغال اليدوية"، عام 1950.[9]
- كتاب "مدينة الفخار"، عام 1960.[9]
- كتاب "الخزف والاشتراكية"، عام 1962.[9]
- كتاب "الخزفيات"، ترجم إلى اللغة العربية، عام 1965.[9]
- كتاب "مائة سؤال وإجاباتها عن الخزف"، عام 1968.[9]
- كتاب "أنا وابنتي"، عام 1975.[9]
- كتاب "الألوان المعدنية في العصر الإسلامي"، عام 1976.[9]
- كتاب "خزفيات الفسطاط"، باللغة الإنجليزية.[9]

## جوائز
جرى تكريم سعيد الصدر بمجموعة من الجوائز الفنية الرفيعة، أبرزها:
- شهادة تقديرية من المعرض الدولي بالعاصمة الفرنسية باريس، عام 1931.[9]
- شهادة الدبلوم الفخرية مع مرتبة الشرف من الأكاديمية الدولية لفن الخزف [الإنجليزية] في جنيف بسويسرا، عام 1953.[9]
- شهادة فخرية مع مرتبة الشرف من معرض الفنون التطبيقية في إيطاليا، عام 1950.[9]
- الجائزة الأولى والميدالية الذهبية على مستوى العالم في مدينة كان بفرنسا، عام 1956.[13]
- شهادة تقدير من المهرجان الآسيوي الأفريقي، عام 1956.[9]
- الجائزة الأولى والميدالية الذهبية على مستوى العالم في مدينة براغ بتشيكوسلوفاكيا، عام 1962.[13]

- شهادة تقدير من جمعية محبي الفنون الجميلة بالقاهرة، عام 1963.[9]
- شهادة تقديرية من المعرض الدولي لفن الخزف في إيطاليا، عام 1966.[9]
- جائزة الدولة التقديرية المصرية في الفنون، من المجلس الأعلى المصري للفنون والآداب والعلوم، عام 1979.[6]

## وفاته
توفي سعيد حامد الصدر بتاريخ 16 يونيو 1986 عن عمرٍ ناهز سبعة وسبعون عامًا وخمسة أشهر.

## تخليده
تكريمًا وتخليدًا لسعيد الصدر فقد أطلق اسمه على قاعة للعروض المتحفية في مركز الجزيرة المصري للفنون، كما أطلقت وزارة الثقافة المصرية في مارس 2022 اسم سعيد الصدر على معرض فني خاص بفن الخزف ورواده.

## وصلات خارجية
- سعيد الصدر على موقع المكتبة المفتوحة (الإنجليزية)